# خیاط سلطنتی
خیاط سلطنتی (به انگلیسی: The Royal Tailor) فیلمی در ژانر تاریخی و درام به کارگردانی لی وون سوک محصول سال ۲۰۱۴ کره جنوبی با بازی هان سوک-کیو، گو سو، پارک شین-هه و یو یون-سوک است.